# Galbiin goviin ulaan
Le Galbiin goviin ulaan ou Galbiin gobiin ulaan est une race de chameau de Bactriane originaire du désert de Gobi, dans le sud de la Mongolie.

## Présentation
Le Galbiin goviin ulaan est plus grand et lourd que les autres races de chameau de Mongolie. On le trouve dans le sum de Bayan-Ovoo, au sud-est de la province d'Ömnögovi. Le mâle atteint 175 cm au garrot et la femelle 167 cm. Le poids varie en fonction de la saison ; le mâle atteindra les 668 kg à l'arrivée de l'hiver et tombera vers 569 kg au printemps. La femelle passera de 523 à 413 kg. La couleur de la robe varie du brun au rouge,,.
C'est un animal robuste, parfait comme animal de bât et d'attelage. Il est également utilisé pour une production mixte (viande, lait et laine). Les animaux sont mâtures sexuellement à 2,5 ans et la chamelle a un seul petit. Un animal peut fournir 5 à 8 kg de laine,.